# Cardinal Health
Cardinal Health est une entreprise américaine de santé basée à Dublin dans l'Ohio.

## Histoire
À l'origine, Cardinal Foods fut fondée en 1971 par Robert D. Walter ; c'était au départ un grossiste en alimentation. En acquérant Bailey Drug Company en 1979, elle débuta la vente en gros de médicaments sous le nom de Cardinal Distribution. 
À la suite de son introduction en bourse (NASDAQ) en 1983, elle débuta une longue suite d'acquisitions et de fusions-acquisitions. En 2006, elle fut classée 19e dans le classement "Fortune 500" et employait plus de 40 000 personnes sur les cinq continents.
R. Kerry Clark a été désigné comme Président et Président-directeur général le 17 avril 2006, Robert D. Walter gardant la direction effective.
Le 28 juin 2007, Cardinal Health annonça le succès de l'offre pour Viasys. L'acquisition de Viasys étend l'offre clinique et médicale dans le domaine des soins globaux, pour les soins de pointe et fait de la compagnie un leader sur le marché des respirateurs qui représente plus de 4 milliards de dollars. Ce secteur sera intégré dans le segment des produits de santé de Cardinal Health. La même année, Cardinal Health vend Catalent à Blackstone pour 3,3 milliards de dollars.
En mars 2015, Cardinal acquiert Cordis, une technologie d'équipements cardiaque, appartenant à Johnson & Johnson pour 1,9 milliard de dollars.
En juin 2015, Cardinal Health acquiert Harvard Drug pour 1,12 milliard de dollars.
En mars 2021, Cardinal Health annonce la vente de Cordis à un fonds d'investissement pour 1 milliard de dollars.
Dans le cadre de la crise des opioïdes, en juillet 2021, le laboratoire pharmaceutique Johnson & Johnson accepte de payer 5 milliards sur neuf ans et les distributeurs Cardinal Health, AmerisourceBergen et McKesson - fournisseurs de quelque 90 % des médicaments américains - 21 milliards sur 18 ans. Ces sociétés espèrent ainsi mettre fin à près de 4 000 actions intentées au civil par des dizaines d'États américains et collectivités locales, dans le cadre d'une proposition d'accord à l'amiable « historique ». Selon Le Figaro, « la crise américaine des opiacés, déclenchée par la promotion agressive de médicaments anti-douleur très addictifs tels que l'oxycodone dans les années 1990, a fait plus de 500 000 morts par overdose aux États-Unis en deux décennies. »

## Activité
Elle fournit des produits et services de santé pour les hôpitaux, les cabinets médicaux et pharmacies. Le but affiché est de réduire les coûts, améliorer la sécurité et les profits, tout en améliorant le service aux patients.
Cardinal Health développe des technologies leader comme les pompes Alaris IV pumps, les systèmes automatiques de distribution Pyxis, le logiciel de recherche d'information (datamining) MedMined et le système d'identification des patients CareFusion.
La société produit également des produits médicaux et chirurgicaux et est un des premiers fournisseurs de produits pharmaceutiques et médicaux.  

### Types
- Chaînes d'approvisionnement : un tiers de tous les produits pharmaceutiques, médicaux, de laboratoire et chirurgicaux aux États-Unis des fabricants jusqu'aux responsables de santé. Une ligne complète de services pour les détaillants dans la pharmacie, les ventes par Internet, les systèmes de santé et les équipements de soins de longue durée. Chaque jour Cardinal Health livre plus de 50 000 produits concernant 40 000 clients (hôpitaux, pharmacies, et autres).

- Les produits médicaux - instruments chirurgicaux, assistance respiratoire, aspiration de liquides et les produits d'irrigation, draps chirurgicaux, masques, blouses et gants chirurgicaux, soit plus de 4 millions de produits médicaux par jour utilisés dans 50 % des opérations chirurgicales et 90 % des hôpitaux américains.

## Produits
- Alaris - produit leader en transfusion.
- Pyxis - produit leader dans les systèmes automatiques en médecine et approvisionnements.
- CareFusion – système d'identification par code-barres des patients pour les vérifications sur site (près du lit).
- MedMined Data Mining Surveillance - diminue l'incidence des maladies neuzocomiales par une exploitation en milieu hospitalier et en temps-réel des données recueillies afin de déclencher des alarmes hospitalières.
- Pharmacy Management - fournit les meilleures pratiques et l'expertise dans la gestion et l'expertise envers les pharmacies de pointe. C'est un des plus grands employeurs de pharmaciens hospitaliers, avec 1000 pharmaciens, incluant 110 spécialistes cliniciens.
- Rxe-source - système national de passation et de vérification de commandes à distance pour la pharmacie d'urgence, traitant environ 3.3 millions d'ordres chaque année et concernant environ 18000 patients en difficulté.
- Nuclear Pharmacy Services – concerne 170 pharmacies délivrant des produits radioactifs et délivre 14 millions de doses de radio-éléments pharmaceutiques aux hôpitaux et centres de soins chaque jour.
- Medicine Shoppe International – principal franchiseur de pharmacies « de style apothicaire » comprenant environ 1000 Medicine Shoppe et Medicap Pharmacy stores, incluant plus de 300 pharmacies hors des États-Unis.